# سیمبیوت
سیمبیوت‌ها (به انگلیسی: Symbiotes) (بعداً معلوم شد که به عنوان کلینتار شناخته می‌شوند) یک نژاد خیالی بیگانه در کتاب‌های کامیک آمریکایی هستند و منتشر شده توسط مارول کمیکس هستند. سیمبیوت‌ها یک نوع انگل (ویروس) فضایی هستند که با استفاده از پیوند با میزبان خود، توانایی‌ها، دانش و خاطرات میزبان را کسب می‌کنند. آن‌ها همچنین می‌توانند میزبان‌های خود را تغییر بدهند، و با کنترل‌کردن یا خواستهٔ خود میزبان را وادار به آن کار کنند و نیمهٔ تاریک میزبان را شکل دهند، و میزبان دارای قدرت ابرانسانی می‌شود.
 نخستین حضور سیمبیوت‌ها رخ می‌دهد در مرد عنکبوتی شگفت‌انگیز شمارهٔ ۲۵۲ مرد عنکبوتی خارق‌العاده شمارهٔ ۹۰ و تیم مارول شماره ۱۴۱ (در ماه مه ۱۹۸۴ به‌طور همزمان منتشر شد)، که در آن مرد عنکبوتی پس از جنگ‌های مخفی آن را به زمین می‌آورد (جنگ‌های مخفی شمارهٔ ۸ که چند ماه بعد منتشر شد، نخستین برخورد او را با جزئیات کامل می‌کند). این مفهوم توسط خوانندهٔ مارول کمیکس ایجاد شد، و ناشر این ایده را با ۲۲۰ دلار خرید. طرح اصلی توسط مایک زک اصلاح شد، و تبدیل به ونوم سیمبیوت شد. این مفهوم در تمام داستان‌های چندگانه، کمیک‌های اسپین خاموش و پروژه‌های مشتق‌شده مورد بررسی و استفاده قرار می‌گیرد؛ نال خدای سیمبوت‌ها است.

## فهرست سیمبیوت‌ها
| نام     | ظاهر اول                                       | میزبان کنونی     | توضیحات |
| ------- | ---------------------------------------------- | ---------------- | --- |
| ونوم    | مرد عنکبوتی شگفت‌انگیز شمارهٔ ۲۵۲ (مه ۱۹۸۴)      | ادی براک         | ونوم اولین هم‌زیستی دنیا مارول است. ونوم (به انگلیسی: Venom) یک شخصیت خیالی ابرشرور در کتاب کمیک منتشر شده‌است. |
| کارنیج  | مرد عنکبوتی شگفت‌انگیز شمارهٔ ۳۴۵ (مارس ۱۹۹۱)    | کلتوس کسدی       | کارنیج دختر و بزرگ‌ترین فرزند ونوم است. کارنیج (به انگلیسی: Carnage) یک شخصیت خیالی ابرشرور در کتب کمیک ساخته شده‌است. |
| تاکسین  | ونوم علیه کارنیج شمارهٔ ۲ (اکتبر ۲۰۰۴)          | پاتریک مولیگان   | تاکسین پسر کارنیج است. تاکسین (به انگلیسی: Toxin) یک شخصیت خیالی ابرقهرمان در کتب کمیک ساخته شده‌است. |
| ضد-ونوم | مرد عنکبوتی شگفت‌انگیز شمارهٔ ۵۶۹ (اکتبر ۲۰۰۸)   | فلش تامپسون      | ضد-ونوم برادر ونوم است. ضد-ونوم (به انگلیسی: Anti-Venom) یک شخصیت خیالی ابرقهرمان در کتب کمیک منتشر شده‌است. |
| مانیا   | ونوم شمارهٔ ۱ (ژوئن ۲۰۰۳)                       | اندی بنتون       | مانیا خواهر ونوم است. مانیا (به انگلیسی: Mania) یک شخصیت خیالی ابرقهرمان در کتب کمیک ساخته شده‌است. |
| اسکورن  | کارنیج شمارهٔ ۵ (اوت ۲۰۱۱)                      | تنیز نیوز        | اسکورن دختر کارنیج است. اسکورن (به انگلیسی: Scorn) یک شخصیت خیالی ابرقهرمان در کتب کمیک منتشر شده‌است. |
| اسکریم  | ونوم محافظ مرگبار شمارهٔ ۳ (مه ۱۹۹۳)            | دانا دیه‌گو       | اسکریم دختر ونوم است. اسکریم (به انگلیسی: Scream) یک شخصیت خیالی ابرشرور در کتب کمیک ساخته شده‌است. |
| رایوت   | ونوم محافظ مرگبار شمارهٔ ۳ (مه ۱۹۹۳)            | ترور کول         | رایوت پسر ونوم است. رایوت (به انگلیسی: Riot) یک شخصیت خیالی ابرشرور در کتب کمیک منتشر شده‌است. |
| فیج     | ونوم محافظ مرگبار شمارهٔ ۳ (مه ۱۹۹۳)            | کارل مچ          | فیج پسر ونوم است. فیج (به انگلیسی: Phage) یک شخصیت خیالی ابرشرور در کتب کمیک ساخته شده‌است. |
| آگونی   | ونوم محافظ مرگبار شمارهٔ ۳ (مه ۱۹۹۳)            | لزلی گسنریا      | آگونی دختر ونوم است. آگونی (به انگلیسی: Agony) یک شخصیت خیالی ابرشرور در کتب کمیک منتشر شده‌است. |
| لاشر    | ونوم محافظ مرگبار شمارهٔ ۳ (مه ۱۹۹۳)            | رامون هرناندز    | لاشر پسر ونوم است. لاشر (به انگلیسی: Lasher) یک شخصیت خیالی ابرشرور در کتب کمیک منتشر شده‌است. |
| هایبرید | ونوم همراه یک عنکبوت آمد شمارهٔ ۱ (ژانویه ۱۹۹۶) | اسکات واشینگتن   | هایبرید پسر ونوم است. هایبرید (به انگلیسی: Hybrid) یک شخصیت خیالی ابرشرور در کتب کمیک ساخته شده‌است. |
| اسلیپر  | ونوم جلد ۳ شمارهٔ ۱۶۴                           | تِل-کار           | اسلیپر هفتمین پسر ونوم است. اسلیپر(به انگلیسی: sleeper) یک شخصیت خیالی در کتب کمیک ساخته شده‌است. |
| ریز     | کارنیج جلد ۲ شمارهٔ ۱۰ (سپتامبر ۲۰۱۶)           | جوبیلی ون اسکاتر | ریز (به انگلیسی: Raze) یک شخصیت خیالی ابرشرور و دومین دختر کارنیج است و در کتب مصور ساخته شده‌است. |
| گرندل   | ونوم جلد ۴ شمارهٔ ۱ (نوامبر ۲۰۱۸)               | کنال             | گرندل (به انگلیسی: Grendel) یک شخصیت خیالی ابرشرور و سیمبیوتی متعلق به کنال خدای سیمبیوت‌ها است، در واقع گرندل یک اژدهای سیمبیوتی باستانی است و بعداً به‌طور موقت در بدن کسدی رفت و او را ترک کرد و اکنون به عنوان زره سیمبیوتی کنال استفاده می‌شود. |
| آل-بلک  | ثور: خدای صاعقه (ژانویه ۲۰۱۳)                  | گور قصاب خدایان  | آل-بلک (به انگلیسی: All-Black) یک شخصیت خیالی ابرشرور و اولین سیمبیوتی است که به وجود آمده و اولین سیمبیوتی است که در بدن کنال رفته‌است؛ وقتی روشنایی درست شد کنال او را برای مقابله با سلسیتال‌ها ایجاد کرد و یک سلسیتال را کشت و در سر سلسیتال نقاط ضعف و قوت او را فهمید، کنال بعداً با یک خدای طلایی نبردی را انجام داد اما موجود ناشناخته‌ای به نام گور (که بعداً تحت عنوان گور قصاب خدایان شناخته می‌شود) آل-بلک را از کنال می‌دزدد و با خود پیوند می‌زند و چون کنال با آل-بلک همه رو می‌کشت، آل-بلک دوست دارد همه را بکشد، و بعد از این ماجرا کنال عصبانی می‌شود و اژدهای باستانی به نام گرندل را به عنوان زره سیمبیوتی خود استفاده می‌نماید. آل-بلک در بدن موجودات عظیم کیهانی می‌رود و قدرت بسیار قوی به دست می‌آورد و اسم خود را آل-بلک نکرو-ورس می‌گذارد و یکی از دشمنان ثور است، در ضمن آل-بلک همان شمشیر نکرو یا همان شمشیر تمام سیاه که متعلق به کنال بود، است. |

## سیمبیوت‌های فرعی
| نام     | ظاهر اول                                                     | میزبان کنونی            | توضیحات                                                                                |
| ------- | ------------------------------------------------------------ | ----------------------- | -------------------------------------------------------------------------------------- |
| دِرِد فیس | شماره ۳۶۰ از کمیک چهار شگفت‌انگیز (ژانویه ۱۹۹۲)               | ناشناخته                | دِرِد فیس (به انگلیسی: Dreadface) یک شخصیت خیالی ابرشرور در کتب کمیک ساخته شده‌است.       |
| کروبا   | شماره ۱ از کمیک ونوم:تخم شرارت (ژوئیه ۱۹۹۷)                  | نایجل دانلوی            | ناشناس. کروبا (به انگلیسی: krobba) یک شخصیت خیالی ابرشرور در کتب کمیک ساخته شده‌است.    |
| زکس     | شماره ۲ از کمیک x-mem:kingbreaker (مارس ۲۰۰۹)                | یک موجود از نژاد shi'ar | ناشناس. زکس (به انگلیسی: Zzzxx) یک شخصیت خیالی ابرشرور در کتب کمیک ساخته شده‌است.       |
| پی بک   | کمیک True Believers (سپتامبر ۲۰۰۹)                           | مأیوس ترنت              | ناشناس. پی بک (به انگلیسی: payback) یک شخصیت خیالی ابرقهرمان در کتب کمیک ساخته شده‌است. |
| مارکوس  | شماره ۸ ازDeadpool: the Gauntlet Infinite comic (آوریل ۲۰۱۴) | قِنطَروس یا Centaur       | ناشناس. مارکوس (به انگلیسی: Marcus) یک شخصیت خیالی ابرشرور در کتب کمیک ساخته شده‌است.   |